# Transports en commun de Marmande et Tonneins
Evalys est le réseau de transports en commun qui dessert les communes de Val de Garonne Agglomération depuis 2007. Ce réseau est géré par Fiagéo groupe Delbos depuis 2019.

## Historique
Exploité par Keolis jusqu'en 2019, Val de Garonne Agglomération a passé 4 marchés publics pour exploiter ses services de transport public remportés par :
- Exploitation du réseau de transport urbain : Fiagéo groupe Delbos (adhérent du groupement Réunir)
- Gestion commerciale du réseau : Scat
- Mise en place des outils informatiques : Okina
- Transport à la demande : Fiagéo groupe Delbos et Au Petit Pas (en groupement)

Ancien logo
Logo depuis septembre 2019

## Lignes du réseau

### Lignes de Marmande
| Ligne | Caractéristiques | Caractéristiques                                                  | Caractéristiques                                                  | Caractéristiques                                                  | Caractéristiques                                                  | Caractéristiques                                                  | Caractéristiques                                                  | Caractéristiques                                                  | Caractéristiques                                                  |
| A     | Sainte-Bazeille — Sainte-Bazeille - Meilhan ⥋ Marmande — Le Bédat | Sainte-Bazeille — Sainte-Bazeille - Meilhan ⥋ Marmande — Le Bédat | Sainte-Bazeille — Sainte-Bazeille - Meilhan ⥋ Marmande — Le Bédat | Sainte-Bazeille — Sainte-Bazeille - Meilhan ⥋ Marmande — Le Bédat | Sainte-Bazeille — Sainte-Bazeille - Meilhan ⥋ Marmande — Le Bédat | Sainte-Bazeille — Sainte-Bazeille - Meilhan ⥋ Marmande — Le Bédat | Sainte-Bazeille — Sainte-Bazeille - Meilhan ⥋ Marmande — Le Bédat | Sainte-Bazeille — Sainte-Bazeille - Meilhan ⥋ Marmande — Le Bédat | Sainte-Bazeille — Sainte-Bazeille - Meilhan ⥋ Marmande — Le Bédat |
| ----- | --- | ----------------------------------------------------------------- | ----------------------------------------------------------------- | ----------------------------------------------------------------- | ----------------------------------------------------------------- | ----------------------------------------------------------------- | ----------------------------------------------------------------- | ----------------------------------------------------------------- | ----------------------------------------------------------------- |
| A     | Ouverture / Fermeture 2 septembre 2019 / — | Longueur —                                                        | Durée 28 min                                                      | Nb. d’arrêts 32                                                   | Matériel Otokar Vectio C                                          | Jours de fonctionnement L, Ma, Me, J, V, S                        | Jour / Soir / Nuit / Fêtes O / N / N / N                          | Voy. / an —                                                       | Exploitant Fiagéo groupe Delbos                                   |
| A     | Desserte : - Villes et lieux desservis : Sainte-Bazeille (Meilhan, Hôtel de Ville, Portes du Temps), Marmande (Côte du Marmandais, Espace Expos, Clinique Baillis, Lycée Val de Garonne, Gare SNCF, Cinéma, La Gravette, Le Bédat) - Gares desservies : Gare de Marmande |                                                                   |                                                                   |                                                                   |                                                                   |                                                                   |                                                                   |                                                                   |                                                                   |
| A     | Autre : - Arrêts non accessibles aux UFR : — - Particularités : La ligne fonctionne du lundi au samedi de 6 h 20 à 20 h 13. - Date de dernière mise à jour : 2 juin 2020.                                                                                                |                                                                   |                                                                   |                                                                   |                                                                   |                                                                   |                                                                   |                                                                   |                                                                   |

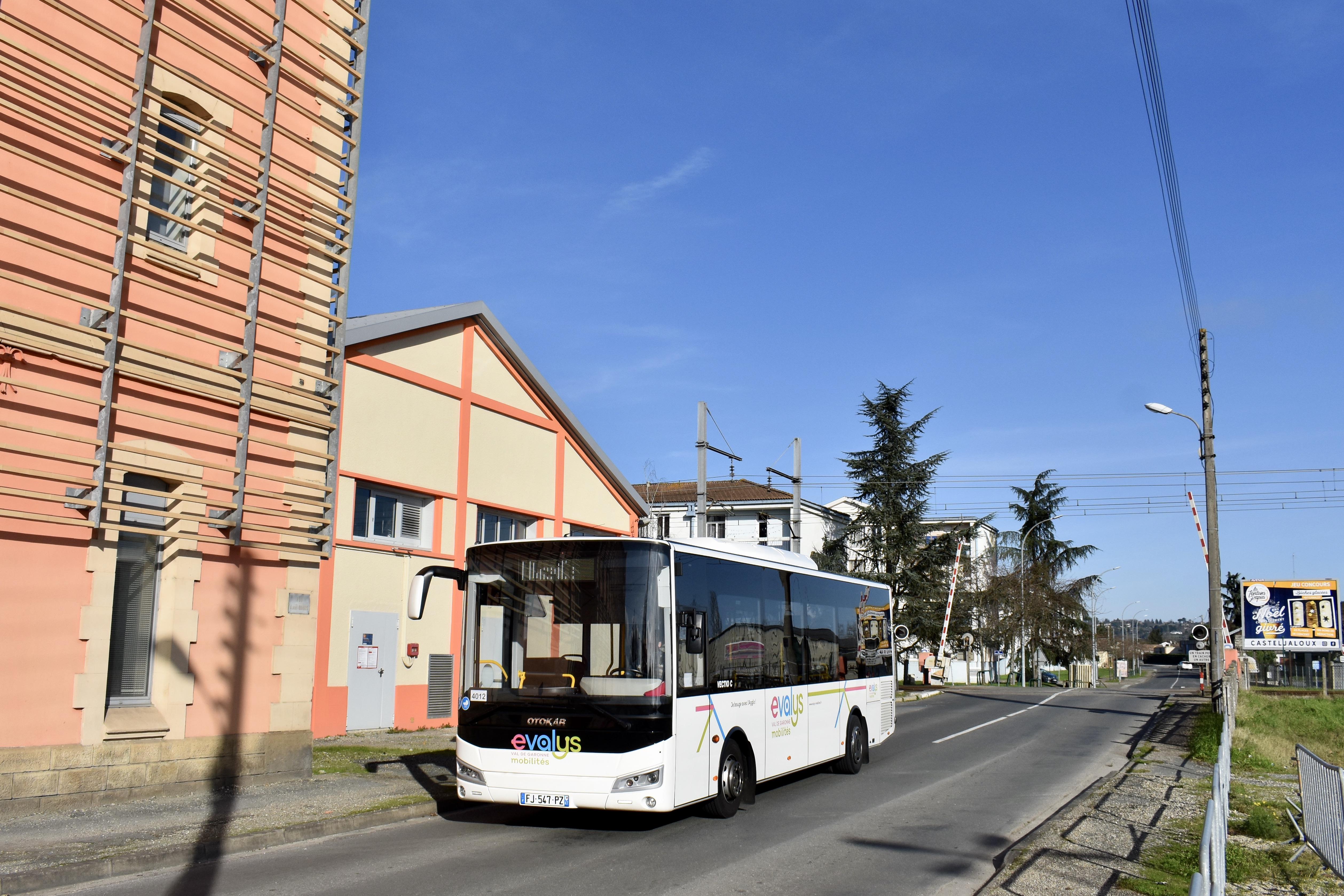
Ligne A
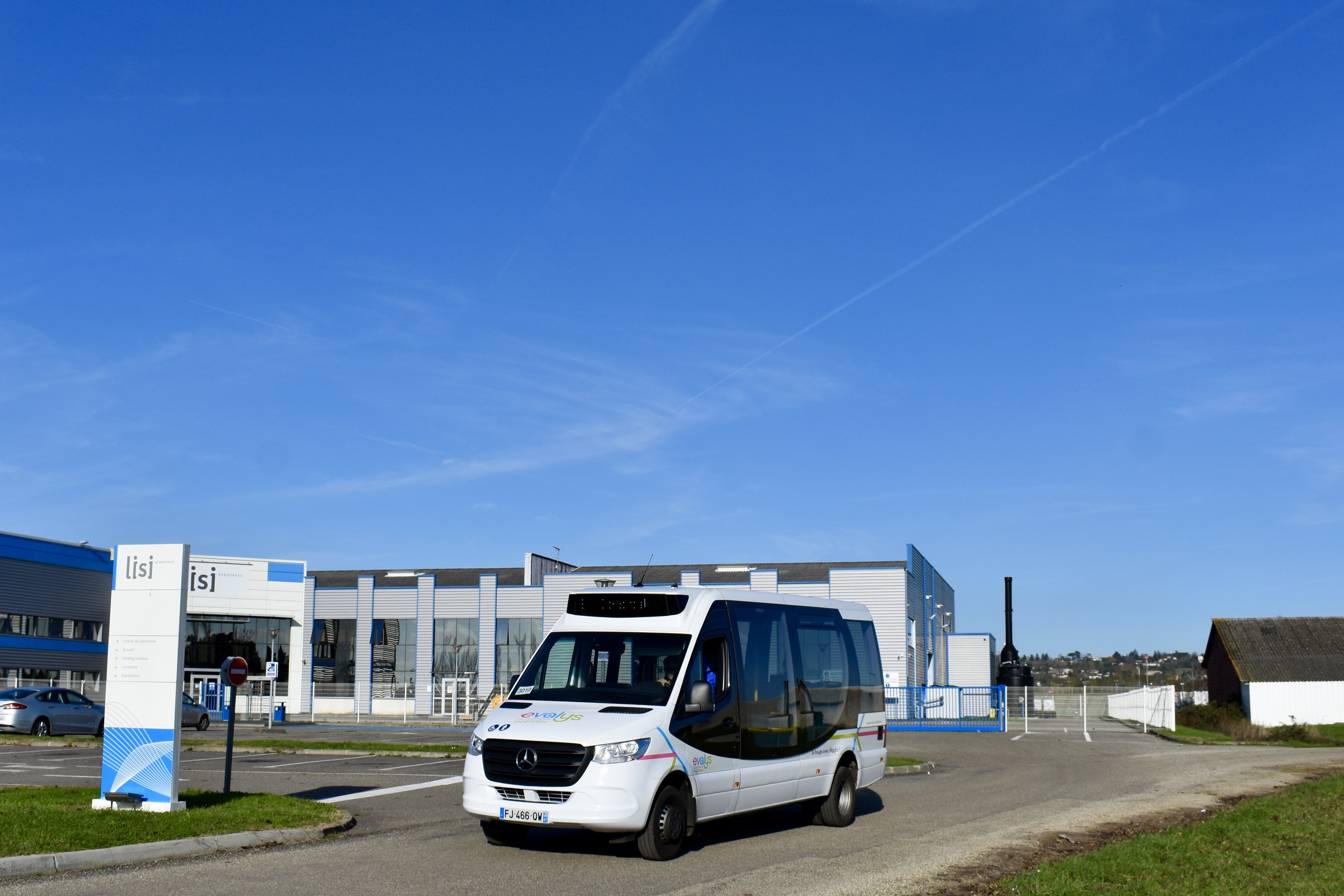
Ligne B

| A     | Dernière actualisation : — |                                                                   |                                                                   |                                                                   |                                                                   |                                                                   |                                                                   |                                                                   |                                                                   |
| B     | Marmande — Condorcet ⥋ Marmande — Aérodrome | Marmande — Condorcet ⥋ Marmande — Aérodrome                       | Marmande — Condorcet ⥋ Marmande — Aérodrome                       | Marmande — Condorcet ⥋ Marmande — Aérodrome                       | Marmande — Condorcet ⥋ Marmande — Aérodrome                       | Marmande — Condorcet ⥋ Marmande — Aérodrome                       | Marmande — Condorcet ⥋ Marmande — Aérodrome                       | Marmande — Condorcet ⥋ Marmande — Aérodrome                       | Marmande — Condorcet ⥋ Marmande — Aérodrome                       |
| B     | Ouverture / Fermeture 2 septembre 2019 / — | Longueur —                                                        | Durée 18 min                                                      | Nb. d’arrêts 25                                                   | Matériel Dietrich City23                                          | Jours de fonctionnement L, Ma, Me, J, V, S                        | Jour / Soir / Nuit / Fêtes O / N / N / N                          | Voy. / an —                                                       | Exploitant Fiagéo groupe Delbos                                   |
| B     | Desserte : - Villes et lieux desservis : Marmande (Aérodrome, Carpete, Collège Jean Moulin, Gare SNCF, Boulevard de la Liberté, Fleming, Maison Blanche Condorcet) - Gares desservies : Gare de Marmande                                                                 |                                                                   |                                                                   |                                                                   |                                                                   |                                                                   |                                                                   |                                                                   |                                                                   |
| B     | Autre : - Arrêts non accessibles aux UFR : — - Particularités : La ligne fonctionne du lundi au samedi de 6 h 38 à 19 h 28. - Date de dernière mise à jour : 2 juin 2020.                                                                                                |                                                                   |                                                                   |                                                                   |                                                                   |                                                                   |                                                                   |                                                                   |                                                                   |
| B     | Dernière actualisation : — |                                                                   |                                                                   |                                                                   |                                                                   |                                                                   |                                                                   |                                                                   |                                                                   |
| C     | Virazeil — Centre ⥋ Marmande — Cramat | Virazeil — Centre ⥋ Marmande — Cramat                             | Virazeil — Centre ⥋ Marmande — Cramat                             | Virazeil — Centre ⥋ Marmande — Cramat                             | Virazeil — Centre ⥋ Marmande — Cramat                             | Virazeil — Centre ⥋ Marmande — Cramat                             | Virazeil — Centre ⥋ Marmande — Cramat                             | Virazeil — Centre ⥋ Marmande — Cramat                             | Virazeil — Centre ⥋ Marmande — Cramat                             |
| C     | Ouverture / Fermeture 2 septembre 2019 / — | Longueur —                                                        | Durée 13 min                                                      | Nb. d’arrêts 18                                                   | Matériel Dietrich City23                                          | Jours de fonctionnement L, Ma, Me, J, V, S                        | Jour / Soir / Nuit / Fêtes O / N / N / N                          | Voy. / an —                                                       | Exploitant Fiagéo groupe Delbos                                   |
| C     | Desserte : - Villes et lieux desservis : Virazeil (Centre, Belloc), Marmande (Le Bédat, Gare SNCF, Cinéma, Collège Notre-Dame, Cimetière Granon, Cramat) - Gares desservies : Gare de Marmande                                                                           |                                                                   |                                                                   |                                                                   |                                                                   |                                                                   |                                                                   |                                                                   |                                                                   |
| C     | Autre : - Arrêts non accessibles aux UFR : — - Particularités : La ligne fonctionne du lundi au samedi de 6 h 37 à 19 h 23. - Date de dernière mise à jour : 2 juin 2020.                                                                                                |                                                                   |                                                                   |                                                                   |                                                                   |                                                                   |                                                                   |                                                                   |                                                                   |
| C     | Dernière actualisation : — |                                                                   |                                                                   |                                                                   |                                                                   |                                                                   |                                                                   |                                                                   |                                                                   |

- Ligne A
- Ligne B

### Navette de Marmande
| Ligne | Caractéristiques | Caractéristiques                                         | Caractéristiques                                         | Caractéristiques                                         | Caractéristiques                                         | Caractéristiques                                         | Caractéristiques                                         | Caractéristiques                                         | Caractéristiques                                         |
| CV    | (Circulaire) Marmande — Gare SNCF ⥋ Marmande — Gare SNCF | (Circulaire) Marmande — Gare SNCF ⥋ Marmande — Gare SNCF | (Circulaire) Marmande — Gare SNCF ⥋ Marmande — Gare SNCF | (Circulaire) Marmande — Gare SNCF ⥋ Marmande — Gare SNCF | (Circulaire) Marmande — Gare SNCF ⥋ Marmande — Gare SNCF | (Circulaire) Marmande — Gare SNCF ⥋ Marmande — Gare SNCF | (Circulaire) Marmande — Gare SNCF ⥋ Marmande — Gare SNCF | (Circulaire) Marmande — Gare SNCF ⥋ Marmande — Gare SNCF | (Circulaire) Marmande — Gare SNCF ⥋ Marmande — Gare SNCF |
| ----- | --- | -------------------------------------------------------- | -------------------------------------------------------- | -------------------------------------------------------- | -------------------------------------------------------- | -------------------------------------------------------- | -------------------------------------------------------- | -------------------------------------------------------- | -------------------------------------------------------- |
| CV    | Ouverture / Fermeture 2 septembre 2019 / — | Longueur —                                               | Durée 18 min                                             | Nb. d’arrêts 2                                           | Matériel Karsan Jest                                     | Jours de fonctionnement L, Ma, Me, J, V, S               | Jour / Soir / Nuit / Fêtes O / N / N / N                 | Voy. / an —                                              | Exploitant Fiagéo groupe Delbos                          |
| CV    | Desserte : - Villes et lieux desservis : Centre-ville de Marmande (Gare SNCF, CPAM, Hôtel de Ville, Parking de la Laïcité, Office de Tourisme, Eglise Notre-Dame, Parking de la Filhole, Parking de la Cale, Sous-Préfecture, la Poste, Mairie, centre hospitalier et boulevard Fourcade). - Gares desservies : Gare de Marmande |                                                          |                                                          |                                                          |                                                          |                                                          |                                                          |                                                          |                                                          |
| CV    | Autre : - Arrêts non accessibles aux UFR : — - Particularités : La ligne, gratuite, fonctionne en sens horaire du lundi au samedi de 7 h 30 à 13 h 30 et de 15 h 0 à 19 h 30. - Date de dernière mise à jour : 2 juin 2020. |                                                          |                                                          |                                                          |                                                          |                                                          |                                                          |                                                          |                                                          |
| CV    | Dernière actualisation : — |                                                          |                                                          |                                                          |                                                          |                                                          |                                                          |                                                          |                                                          |

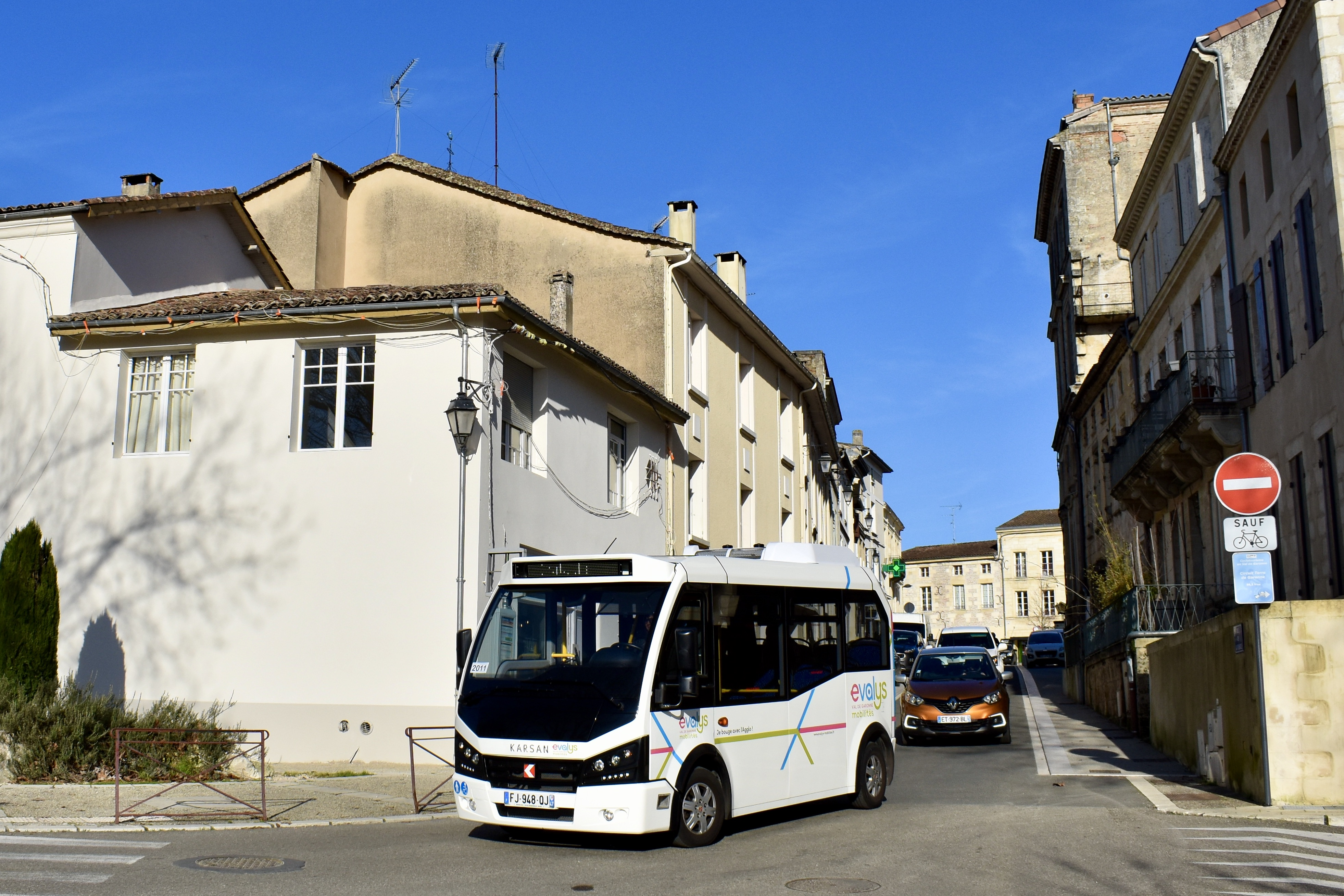
Navette CV

### Ligne de Tonneins
| Ligne | Caractéristiques | Caractéristiques                                             | Caractéristiques                                             | Caractéristiques                                             | Caractéristiques                                             | Caractéristiques                                             | Caractéristiques                                             | Caractéristiques                                             | Caractéristiques                                             |
| T     | (Circulaire) Tonneins — Zone Thevet ⥋ Tonneins — Zone Thevet | (Circulaire) Tonneins — Zone Thevet ⥋ Tonneins — Zone Thevet | (Circulaire) Tonneins — Zone Thevet ⥋ Tonneins — Zone Thevet | (Circulaire) Tonneins — Zone Thevet ⥋ Tonneins — Zone Thevet | (Circulaire) Tonneins — Zone Thevet ⥋ Tonneins — Zone Thevet | (Circulaire) Tonneins — Zone Thevet ⥋ Tonneins — Zone Thevet | (Circulaire) Tonneins — Zone Thevet ⥋ Tonneins — Zone Thevet | (Circulaire) Tonneins — Zone Thevet ⥋ Tonneins — Zone Thevet | (Circulaire) Tonneins — Zone Thevet ⥋ Tonneins — Zone Thevet |
| ----- | --- | ------------------------------------------------------------ | ------------------------------------------------------------ | ------------------------------------------------------------ | ------------------------------------------------------------ | ------------------------------------------------------------ | ------------------------------------------------------------ | ------------------------------------------------------------ | ------------------------------------------------------------ |
| T     | Ouverture / Fermeture 2 septembre 2019 / — | Longueur —                                                   | Durée 27 min                                                 | Nb. d’arrêts 37                                              | Matériel Dietrich City23                                     | Jours de fonctionnement L, Ma, Me, J, V, S                   | Jour / Soir / Nuit / Fêtes O / N / N / N                     | Voy. / an —                                                  | Exploitant Fiagéo groupe Delbos                              |
| T     | Desserte : - Villes et lieux desservis : Tonneins (Zone Thevet, Ferron, Place Zoppola, Cimetière, Collège Germillac, Gare SNCF, ZA Ferron, Zone Thevet) - Gares desservies : Gare de Tonneins |                                                              |                                                              |                                                              |                                                              |                                                              |                                                              |                                                              |                                                              |
| T     | Autre : - Arrêts non accessibles aux UFR : — - Particularités : La ligne fonctionne du lundi au samedi de 6 h 27 à 19 h 29. - Date de dernière mise à jour : 2 juin 2020.                     |                                                              |                                                              |                                                              |                                                              |                                                              |                                                              |                                                              |                                                              |
| T     | Dernière actualisation : — |                                                              |                                                              |                                                              |                                                              |                                                              |                                                              |                                                              |                                                              |

### Communes desservies
Le réseau dessert les 40 communes de Val de Garonne Agglomération soit un total de 59 664 habitants.
| - Agmé - Beaupuy - Birac-sur-Trec - Caubon-Saint-Sauveur - Caumont-sur-Garonne - Calonges - Castelnau-sur-Gupie - Clairac - Cocumont - Couthures-sur-Garonne - Escassefort | - Fauguerolles - Fauillet - Fourques-sur-Garonne - Gaujac - Gontaud-de-Nogaret - Grateloup-Saint-Gayrand - Jusix - Lafitte-sur-Lot - Lagruère - Lagupie - Longueville | - Le Mas-d'Agenais - Marcellus - Marmande - Mauvezin-sur-Gupie - Meilhan-sur-Garonne - Montpouillan - Puymiclan - Saint-Avit - Saint-Barthélemy-d'Agenais - Saint-Martin-Petit - Saint-Pardoux-du-Breuil | - Saint-Sauveur-de-Meilhan - Sainte-Bazeille - Samazan - Sénestis - Seyches - Taillebourg - Tonneins - Varès - Villeton - Virazeil |

## Parc de véhicules
En août 2024, le parc d'autobus du réseau Evalys est composé de 12 véhicules dont 5 midibus et 7 minibus. Au sein de cette flotte, 3 bus fonctionnent à l'électrique, les autres véhicules sont équipés de moteurs Diesel.

### Midibus
| Constructeur | Modèle   | Nombre | Numéros de parc | Période de mise en service | Affectation | Observation |
| ------------ | -------- | ------ | --------------- | -------------------------- | ----------- | ----------- |
| Otokar       | Vectio C | 5      | 4011-4015       | Août 2019                  | A, B, C     | –           |

### Minibus
| Constructeur | Modèle        | Nombre | Numéros de parc  | Période de mise en service | Affectation | Observation |
| ------------ | ------------- | ------ | ---------------- | -------------------------- | ----------- | ----------- |
| Dietrich     | City 23       | 4      | 9014 + 3 inconnu | Août 2019                  | B, T        | –           |
| Karsan       | Jest Electric | 3      | 2008-2010        | Août 2019                  | CV          | –           |

### Dépôts
- Le dépôt de Fiagéo groupe Delbos est situé à Marmande, au 12 Av. Georges Pompidou.